# فرودگاه این ارنات
فرودگاه این ارنات (به انگلیسی: Ain Arnat Airport) یک فرودگاه همگانی با کد یاتا QSF است که یک باند فرود آسفالت دارد و طول باند آن ۲۴۰۰ متر است. این فرودگاه در شهر سطیف کشور الجزایر قرار دارد و در ارتفاع ۱۰۳۸ متری از سطح دریا واقع شده‌است.

## شرکت‌های هواپیمایی و مقصدهای پروازی
| شرکت‌های هواپیمایی    | مقصدهای پروازی                                                                          |
| -------------------- | --------------------------------------------------------------------------------------- |
| ایگل آزور            | بازل-مولوز-فرایبورگ اروپا، لیون-سینت اگزوپری، مارسی پروانس، اورلی فصلی: شارل دوگل پاریس |
| هواپیمایی الجزایر    | هواری بومدین، لیون-سینت اگزوپری، اورلی فصلی: مارسی پروانس                               |
| آتلانتیک ایر اسیستنس | شالون واتری                                                                             |
| طاسیلی ایرلاینز      | هواری بومدین، اس سینیا وهران                                                            |